# Dactylocladius ellipsoidalis
Dactylocladius ellipsoidalis är en tvåvingeart som först beskrevs av Jean-Jacques Kieffer 1915.  Dactylocladius ellipsoidalis ingår i släktet Dactylocladius och familjen fjädermyggor.
Artens utbredningsområde är Tyskland. Inga underarter finns listade i Catalogue of Life.